# Val-de-Ruz
Val-de-Ruz – miejscowość i gmina w zachodniej Szwajcarii, w kantonie Neuchâtel. Powstała 1 stycznia 2013 z połączenia gmin Boudevilliers, Cernier, Chézard-Saint-Martin, Coffrane, Dombresson, Engollon, Fenin-Vilars-Saules, Fontainemelon, Fontaines, Les Geneveys-sur-Coffrane, Les Hauts-Geneveys, Montmollin, Le Pâquier, Savagnier i Villiers.

## Demografia
W Val-de-Ruz mieszka 17 410 osób. W 2021 roku 17,1% populacji gminy stanowiły osoby urodzone poza Szwajcarią. 

## Transport
Przez teren gminy przebiegają autostrada A20 oraz drogi główne nr 20 i nr 170. 